# Estació de Vaneau
L'estació de Vaneau és una estació del metro de París anomenada en referència a la rue Vaneau. Louis Vaneau (1811-1830) fou un estudiant de l'École polytechnique, que morí durant l'atac sobre la caserna de Babylone durant la Revolució del 1830.